# Third Man Records
La Third Man Records è un'etichetta discografica indipendente statunitense fondata nel 2001 dal musicista Jack White (The White Stripes).

## Storia
La base dell'etichetta, nell'anno della fondazione, era situata a Detroit (Michigan), ma nel 2009 si è spostata a Nashville (Tennessee).
L'edificio della sede è anche un negozio (in cui si possono acquistare anche e soprattutto vinili) e uno studio di registrazione, e possiede una saletta di 150 posti in cui si è tenuto il primo concerto dei Dead Weather.
Il nome dell'etichetta nasce dal film Il terzo uomo (The Third Man) con Orson Welles.
Nel gennaio 2012 una puntata di American Pickers, sul canale History, viene dedicata alla Third Man Records.

## Artisti
I seguenti artisti hanno pubblicato del materiale per l'etichetta:
- The Dead Weather
- The White Stripes
- Mildred and the Mice
- Rachelle Gonzalez
- Dan Sartain
- Transit
- Jack White
- The Raconteurs
- Carl Sagan
- Smoke Fairies
- BP Fallon
- Wanda Jackson
- The Black Belles
- Karen Elson
- Jon Wayne
- Dex Romweber Duo
- Laura Marling
- The 5.6.7.8's
- Conan O'Brien
- Nobunny
- PUJOL
- Drakkar Sauna
- The Secret Sisters
- The Greenhornes
- Flat Duo Jets
- The Thornbills
- Loretta Lynn
- Amy Walker
- Dungen
- Jerry King
- Jenny & Johnny
- Lanie Lane
- Tyvek
- JEFF the Brotherhood
- First Aid Kit
- Reggie Watts
- Drive-By Truckers
- Public Nuisance
- Seasick Steve
- Black Milk
- White Denim
- Jerry Lee Lewis
- Ted Leo
- Neil Hamburger
- Human Eye
- Beck
- Alabama Shakes
- Charley Patton
- Blind Willie McTell
- The Mississippi Sheiks
- Black Lips
- Cheap Time
- Willy Moon
- The Shins
- Rufus Thomas
- The Prisonaires
- The Kills
- Whirlwind Head
- Pokey LaFarge
- Kelley Stoltz
- The Melvins
- Jack Johnson
- Willie Nelson
- Rory Scovel
- Sleep
- U2